# Angela Kepler
Angela Kepler (1943) è una naturalista e scrittrice neozelandese.

## Biografia
Si è laureata presso l'Università di Canterbury,in Nuova Zelanda, e ha ottenuto il master all'università delle Hawaii e il dottorato alla Cornell University, New York. Ha studiato anche all'università di Oxford.
Ha condotto ricerche alle Hawaii, in Alaska, in Russia e ai Caraibi. Il suo nome è commemorato da due specie di uccelli: la parula dell'elfin (Setophaga angelae), endemica di Porto Rico; e l'estinto rallo hawaiiano Porzana keplerorum.
Ha una fattoria a Maui e coltiva circa 32 varietà differenti di banana.

## Opere
Pubblicazioni di Angela Kepler:
- The World of Bananas in Hawaii: Then and Now - 2012
- West Maui: A Natural History Guide - 2007
- Haleakala: From Summit to Sea - 2005
- A Pocket Guide To Maui's Hana Highway: A Visitor's Guide - Maggio 2004
- Exotic Tropicals of Hawaii: Heliconias, Gingers, Anthuriums, and Decorative Foliage - 1999
- Hawaiian Heritage Plants - 1998
- Maui's Floral Splendor - 1995
- Haleakala: A Guide to the Mountain - 1992
- Majestic Molokai: A Nature Lover's Guide - 1992
- Sunny South Maui: A Guide to Kihwailea & Makena Including Kahoolawe - 1992
- Trees of Hawai'i - 1991
- Proteas in Hawaii - 1988